# Special Air Service
A Special Air Service (SAS, am. Különleges Légi Szolgálat) a brit haderő legfontosabb és legnagyobb harcértékű különleges alakulata. Egy viszonylag kis létszámú, titokban tevékenykedő, ám annál közismertebb fegyveres erő. Az SAS az Egyesült Királyság Különleges Erői keretben tevékenykedik. Elismerten a világ egyik legkiválóbb és legjobban kiképzett katonai egysége.

## Felépítés
Az SAS része az United Kingdom Special Forces-nak (UKSF, Egyesült Királyság Különleges Erői), ami egy hasonló közös parancsnoklási rendszer, mint az amerikai US SOCOM. Az UKSF másik három egysége a Special Boat Service (SBS, Különleges vízi Szolgálat), a Special Reconnaissance Regiment (SRR, Különleges Felderítő Ezred) és a Special Forces Support Group (SFSG, Különleges Erők Támogató Csapata).
A Special Air Service jelenleg három ezredből áll: a 21. SAS Regiment (Artists Rifle) és a 23. SAS Regiment alkotja a tartalékos egységet SAS(R), míg a kard hegyét a 22. Regiment adja. A 22. Special Air Service Regiment, vagy ahogy a katonák csak röviden hívják, az Ezred (The Regiment) négy aktív, úgynevezett Sabre Squadronnal, azaz századdal rendelkezik. Ezek elnevezése: A, B, D és G Squadron, amelybe egyenként kb. 60-60 ember tartozik. Egy századot 4 troop, azaz szakasz és egy századtörzs (HQ) alkot. A szakaszok mind egy speciális szakterületet fednek le:
- Air Troop – Légi szakasz, akik főleg a nagy magasságú ejtőernyős ugrásokra szakosodottak.
- Boat Troop – Vízi szállítású, könnyűbúvár és tengeri hadviselési szakértők.
- Mobility Troop – A járművek és nehézfegyverek specialistái.
- Mountain Troop – Hegymászók és a sarki körülményekre specializált katonák.

A Squadronokat általában egy őrnagy vezeti, a 16 főből álló troop-okat pedig egy-egy százados. Őket a különböző beosztású tiszthelyettesek és egyéb logisztikai és adminisztrációs beosztású katonák segítik.
Az A, B, D, G Squadronok, folyamatos váltásban négy pozíciót tölthetnek be:
- Counter-Terrorism – terrorelhárító szolgálat, ha bármilyen terrorcselekmény merülne fel Nagy-Britanniában vagy külföldön.
- Squadron Training – gyakorlás és az újoncok kiképzése.
- Strip Duty – pihenő szolgálat, de folyamatos bevethetőség alatt.
- Operational Deployment – harci kiküldetés, a világ valamelyik részén. (Harci kiküldetésnek számít a baráti erők kiképzése és a közös hadgyakorlat is.)

## A kezdetek
Az SAS Észak-Afrikában született 1941-ben. Az alapötlet az akkor még hadnagyként szolgáló David Stirling fejében született meg. Stirling, aki látta, hogy a nagy kommandós egységek hiába rendelkeznek kitűnően kiképzett emberanyaggal, mégsem elég hatékonyak a logisztikai és a vezetési problémák miatt, úgy gondolta, hogy egy saját ellátóbázissal és saját járművekkel rendelkező kisebb egység sokkal ütőképesebb lehet. Az SAS ötlete abban állt, hogy az 50-60 fős kis egységet önállóan lehessen mozgatni, képesek legyenek ejtőernyővel is a harctérre érkezni, valamint, hogy ne béklyózza meg őket egy hatalmas és gyakran rosszul képzett és tehetetlen törzskar. Miután az Afrikában állomásozó nemzetközösségi csapatok főparancsnokának elnyerte a támogatását, engedélyt kapott 65 katona toborzására.
Itt lép be a történetbe két másik tiszt. Egyikőjük Jock Lewes, akinek az ötletei és tapasztalata adta az SAS kiképzési alapjait, valamint ő volt az, aki kifejlesztette az úgynevezett „Lewes bombát”, amely egyszerre volt gyújtó és repeszromboló bomba is, így tökéletesen megfelelt a német repülőgépek elpusztítására. A másik fontos személy, aki ott volt az SAS születésénél, az ír származású bokszbajnok, Robert Blair „Paddy” Mayne. Mayne, aki egy nagydarab, hirtelen haragú ember volt tökéletesen kiegészítette Stirling szervezőképességét, Lewes eszét, a saját fékezhetetlen harci szellemével.
A csoport jelképét Bob Tait tizedes tervezte, az „Aki mer, az nyer!” mottót pedig Stirling találta ki. A közhiedelemmel ellentétben az SAS emblémája eredetileg a brit Excalibur lángokkal ölelt kardját jelképezte, és csak a háború után alakult át a szóhasználatban "szárnyas tőrré". A kezdetben alig század erősségű csoport nevét Stirling egy elhárító tiszttől kölcsönözte, aki éppen azon mesterkedett, hogy elhitesse a németekkel, hogy Afrikában egy teljes ejtőernyős hadosztályt készítenek fel bevetésre. A Különleges Légi Szolgálat mindaddig csak papíron létezett, ám 1941 közepére már egy igazi harcoló alakulattá vált.

## A második világháború
Az SAS első akciója a Luftwaffe egyik repülőtere elleni támadás volt, mely során ejtőernyővel közelítették meg a célterületet. A november 16-án végrehajtott bevetés szörnyű kudarcba fulladt, mely során az egység elszenvedte története legsúlyosabb veszteségét. Egy szállító repülőgép még a célterület elérése előtt lezuhant, a fedélzetén tartózkodók valamennyien életüket vesztették; a többiek szétszóródva értek földet, és nem tudtak összegyűlni, hogy megfelelően hajtsák végre a támadást; a bevetésre küldött 60 katona közül csak 22 tért vissza a támaszpontra, a többiek vagy meghaltak, vagy hadifogságba estek.
Ez az akció sikertelensége ellenére is rengeteg tapasztalatot hozott a törzskarnak. Stirlingék elvetették az ejtőernyős ugrás szükségességét és ezek után az LRDG (Long Range Desert Group, am. Mélységi Sivatagi Csoport) segítségét kérték, hogy teherautókkal és terepjárókkal juttassák el őket a bevetés helyszínére, majd pedig hozzák is ki őket. Az LRDG–SAS páros olyan jól sikerült, hogy az elkövetkező egy évben több száz rajtaütést hajtottak végre, megsemmisítve alkalmanként akár 71 német és olasz repülőgépet, valamint számtalan teherautót, járművet és benzinraktárat. Természetesen a németek és az olaszok válasza sem késett sokat és annyira megerősítették az őrséget és a járőröket, hogy szinte lehetetlenné vált észrevétlenül bejutni a repterekre, elhelyezni a bombákat és lelépni a helyszínről. Az SAS-nek éppen ezért újra taktikát kellett váltania…
Az új taktika szerint az SAS kommandósai jól felfegyverzett (Vickers gyorstüzelésű géppuskákkal és .50-es kaliberű Browningokkal ellátott) amerikai Willys Jeepjeiken maguk hajtottak a repülőterekhez és lőtték szét a földön parkoló repülőgépeket, majd a németek válaszát meg nem várva száguldottak vissza a sivatagba.
1943-ra az SAS olyan sikereket ért el, amiről a hadvezetés álmodni sem mert. Auchinleck, Montgomery, sőt Churchill is teljes mellszélességgel melléjük állt (főleg mert Churchill fia is szolgált az SAS-ban Stirling alatt). Az afrikai hadjárat azonban veszteségekkel is járt: Jock Lewest egy támadó Me110-es gépágyúja ölte meg, David Stirlinget pedig fogságba ejtették a németek, aki négy szökési kísérlet után végül Colditzban kötött ki. Az egység vezetését Paddy Mayne vette át, miközben megalakult egy szabad franciákból és belgákból álló SAS is, sőt David Stirling öccsének a vezetésével a 2. SAS is bevetésre került.
A háború második felében az SAS végigharcolta Európát. Szicílián keresztül végig fel északra az olasz csizmán át, majd következett a D-nap és a rengeteg szabotázsakció Franciaországban a partizánokat támogatva. A háború végén a szökésben lévő náci tábornokokra és háborús bűnösökre vadásztak.

## Fegyverzet és felszerelés
Az SAS békeidőben viselt ruházata a szabványos brit DPM terepmintás zubbonyból, nadrágból és kabátból áll, ezt az egységre jellemző két különleges kiegészítő, a homokszínű barett a „Special Air Service” felvarróval, valamint a kék színű vászonból készült derékszíj egészíti ki. Háborús bevetésen, a többi különleges erőhöz hasonlóan, az SAS-nek sincs megszabott ruházata. A katonák a küldetésnek és saját igényeiknek megfelelően öltözködnek.
Az SAS a lőfegyverek változatos arzenáljával rendelkezik. A katonák alapfegyverzetét az 1960-as évektől az amerikai M16 gépkarabély adja, gyakran kiegészítve a cső alá szerelhető M203-as gránátvetővel (tipikus összeállítás volt ez az első öböl háborúban). Újabban már ők is áttértek a rövidebb M4-esre vagy annak kanadai változatára, a Diemaco C8-ra. Az SAS volt egyébként az első egység, amelyik a CAR-15-öst rendszeresítette a megjelenése után nem sokkal. Ezzel megelőzték még az amerikai hadsereget is. Abban az esetben, ha az 5,56 mm-es lőszernél nagyobb megállító erőre van szükségük, a kommandósok a jól bevált Heckler & Koch G3-ast, illetve annak is a legrövidebb, G3KA4-es változatát használják. Egy másik, szinte az SAS védjegyévé vált fegyverük a híres Heckler & Koch MP5 géppisztoly, amely Irán londoni nagykövetségének 1980-as ostroma óta még mindig a legkedveltebb a katonák között, ha túszszabadításra kerül a sor. Az MP5 a világ talán legjobb és legpontosabb géppisztolya. Az SAS mellett szinte minden hadseregben, különleges erőnél és rendőrségnél rendszeresítve van. Épületharcban igen elterjedtek a különböző sörétes puskák, mint amilyen a SPAS-12 és a Remington 870. A könnyű géppuskák közül a belga FN MINIMI-t használják, amit az amerikaiak M249 SAW típusjellel gyártanak és használnak. A MINIMI kis súlyával és nagy tűzgyorsaságával ideális a könnyű fegyverzetű SAS felderítők tűztámogatására. Ha igazán nagy tűzerőre van szükség, az SAS a régi, de jól bevált L7A2 GPMG-t használja. A GPMG egy 7,62 mm-es kaliberű közepes géppuska, amely Ádentől kezdve a falklandi háborún át még a mai napokig is bizonyítja hatékonyságát. Relatív kis súlyának köszönhetően akár kettő is felszerelhető belőle a Land Roverekre, amely már megfelelő tűzerőt biztosít a létszámfölényben lévő ellenséggel szemben is. Oldalfegyverek közül sokáig a brit hadsereg más egységeinél is rendszeresített Browning Hi-Power volt használatban, azonban pár éve már svájci gyártású SIG Sauer P226-os váltotta fel, amely pontosabb, könnyebb és nagyobb tárkapacitással rendelkezik.

## Érdekességek
- Ha hinni lehet a statisztikáknak, a békekötésig az SAS tagok 7733 német katonát öltek meg, 4784 foglyot ejtettek, 700 járművet semmisítettek meg és 164 vasútvonalat tettek tönkre (ez 40 német vonat pusztulásához vezetett).

## Külső hivatkozások
- Az SAS hivatalos honlapja (angolul)
- warfighter.hu[halott link] (magyarul)
- John "Lofty" Wiseman: SAS túlélési kézikönyv. Túlélés minden körülmények között; ford. Király Róbert; bőv., átdolg. kiad.; 21. Század, Bp., 2016
- Ezektől a kommandósoktól rettegtek Hitler katonái – BBC History, 24.hu, 2024. március 1.